# Valentin Retailleau
Valentin Retailleau (* 18. Juni 2000 in Limoges) ist ein französischer Radrennfahrer.

## Sportlicher Werdegang
Bereits als Junior war Retailleau mit dem Team Van Rysel-AG2R La Mondiale im Nachwuchsbereich von AG2R aktiv. Durch mehrere Siege im Juniorenbereich machte er erstmals auf sich aufmerksam. 2019 wechselte er mit dem Aufstieg in die U23 in das AG2R Citroën U23 Team. 2021 gewann er im U23-Straßenrennen seinen ersten nationalen Titel und mit der ersten Etappe der Tour de Bretagne Cycliste auch das erste internationale Rennen. Noch im selben Jahr bekam er die Möglichkeit, als Stagiaire im UCI WorldTeam zu fahren und erreichte unter anderem bei der Deutschland Tour einen achten Etappenrang. 
In der Saison 2022 war Retailleau zunächst noch Mitglied im U23-Team. Nach dem dritten Platz bei Gent–Wevelgem U23, dem dritten Gesamtrang bei der Tour du Loir-et-Cher und einem Etappenerfolg bei der Alpes Isère Tour wurde er zum 1. August in das WorldTeam von AG2R übernommen. Bereits im ersten Renneinsatz kam er bei der Burgos-Rundfahrt 2022 auf einen zweiten Etappenrang. Nach einer Saison ohne nennenswerte Ergebnisse erzielte er 2024 mit dem Gewinn der letzten Etappe der Boucles de la Mayenne seinen ersten Sieg als Radprofi. 

## Erfolge
2018
- Mannschaftszeitfahren Tour des Portes du Pays d'Othe
- Gesamtwertung und eine Etappe Tour de Gironde
- eine Etappe SPIE Internationale Junioren Driedaagse
- Mannschaftszeitfahren Aubel-Thimister-Stavelot
- eine Etappe La Ronde Des Vallées

2021
- eine Etappe und Nachwuchswertung Tour de Bretagne Cycliste
- Französischer Meister – Straßenrennen (U23)

2022
- eine Etappe Alpes Isère Tour
- Nachwuchswertung Tour du Loir-et-Cher
- Mittelmeerspiele – Straßenrennen

2024
- eine Etappe Boucles de la Mayenne